# Salmophasia belachi
Salmophasia belachi är en fiskart som först beskrevs av Jayaraj, Krishna Rao, Ravichandra Reddy, Shakuntala och Devaraj, 1999.  Salmophasia belachi ingår i släktet Salmophasia och familjen karpfiskar. IUCN kategoriserar arten globalt som sårbar. Inga underarter finns listade i Catalogue of Life.